# 安居の渡し

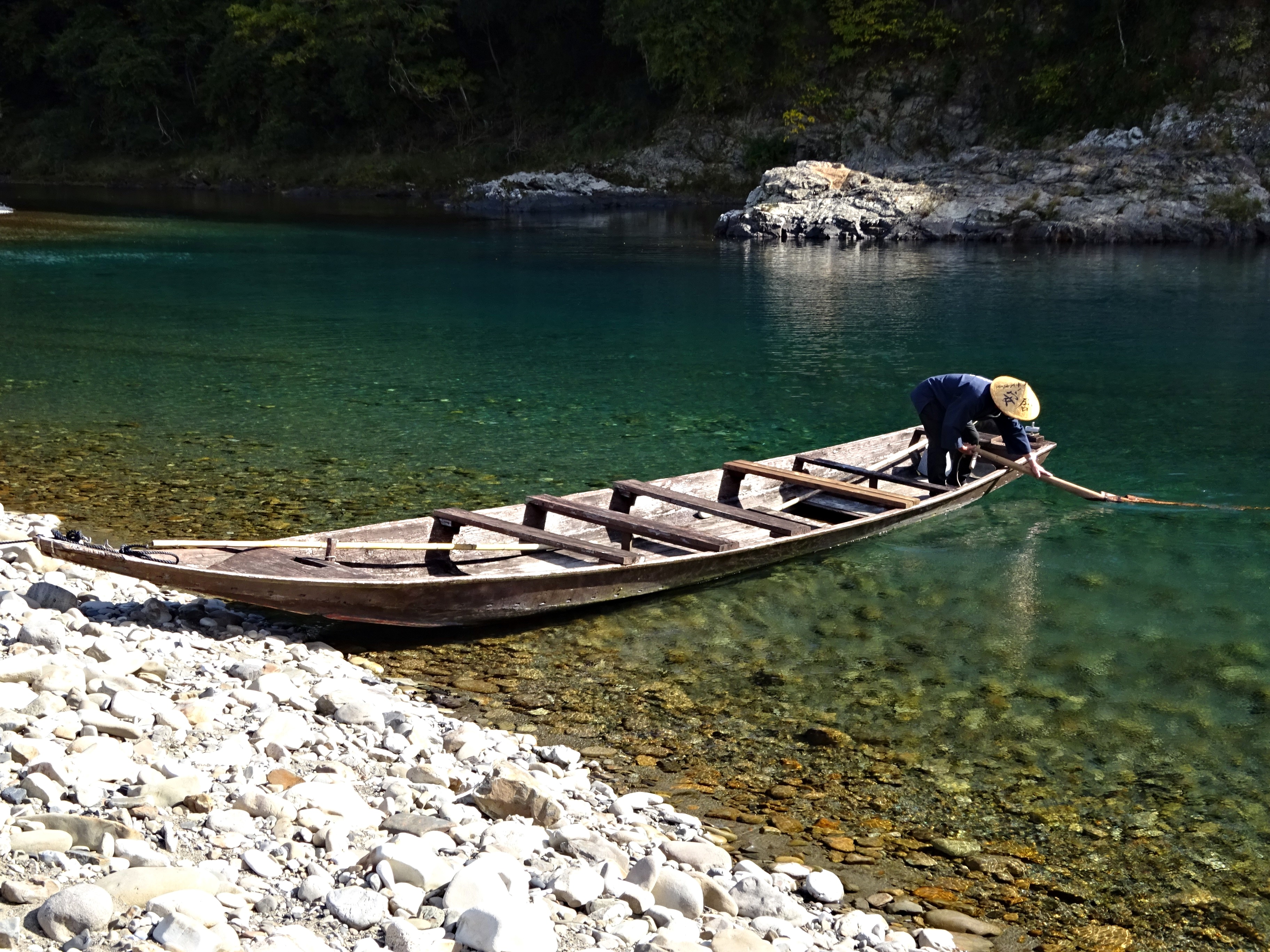
当渡しで使用される木造船

安居の渡し（あごのわたし）は、和歌山県白浜町安居の渡し船。熊野古道大辺路の富田坂と仏坂の間に位置しており、大辺路で唯一川舟で渡る箇所である。

## 歴史
江戸時代には知られており紀州徳川藩主も利用したといわれる。昭和初期まで平田船と呼ばれる木造の川舟が往来した。しかし、1950年代半ばに廃止となった。
半世紀ほどたち、すさみ町の「かつら木材商店」から旧日置川町に川舟が寄贈され、2005年（平成17年）10月に「安居の渡し保存会」により復活した。復活後、2022年（令和4年）7月には利用客が延べ1万人を突破したが、資金難や船頭の高齢化を理由に同年12月末に休止となった。以後は南紀州交流公社からの教育旅行による運航依頼のみ応えていた。
2023年（令和5年）には南紀白浜観光協会が企画した世界遺産登録20周年のイベントで、10月及び11月の土日曜など10日間限定で特別運航され、計130人が乗船した。
その後、白浜町議会12月定例会で川舟の維持費や保険代などの予算が計上された。そして2024年（令和6年）2月3日から事前予約制で、土曜・日曜・祝日の午前9時から10時と午後1時半から2時半（年末年始と盆期間を除く）に運航されることとなった。